# (26277) Ianrees
(26277) Ianrees (1998 SM4) – planetoida z pasa głównego asteroid okrążająca Słońce w ciągu 3,77 lat w średniej odległości 2,42 j.a. Odkryta 20 września 1998 roku.